# Тетрахлоропалладат(II) тетрамминпалладия(II)
Тетрахлоропалладат(II) тетрамминпалладия(II) — неорганическое соединение, 
комплексное соединение металла палладия
с формулой [Pd(NH3)4][PdCl4],
розово-красные кристаллы,
плохо растворяется в воде.

## Получение
- Реакция дихлоротетрамминпалладия и тетрахлоропалладата(II) натрия:

{\displaystyle {\mathsf {[Pd(NH_{3})_{4}]Cl_{2}+Na_{2}[PdCl_{6}]\ {\xrightarrow {}}\ [Pd(NH_{3})_{4}][PdCl_{4}]+2NaCl}}}

## Физические свойства
Тетрахлоропалладат(II) тетрамминпалладия(II) образует розово-красные кристаллы
тетрагональной сингонии,
пространственная группа P 4/mnc,
параметры ячейки a = 0,898 нм, c = 0,649 нм, Z = 2.
Плохо растворяется в воде.

## Химические свойства
- При нагревании изомеризуется в дихлородиамминпалладий:

{\displaystyle {\mathsf {[Pd(NH_{3})_{4}][PdCl_{4}]\ {\xrightarrow {180^{o}C}}\ 2Pd(NH_{3})_{2}Cl_{2}}}}